# Constantin Stănici
Constantin Stănici (ur. 17 września 1969 w Bukareszcie) – rumuński piłkarz występujący na pozycji pomocnika, reprezentant Rumunii.

## Kariera klubowa
Grę w piłkę nożną rozpoczął w akademii klubu Sportul Studențesc Bukareszt z rodzinnego Bukaresztu. W sezonie 1985/86 włączono go do kadry pierwszej drużyny. 28 maja 1986 zadebiutował w Divizii A w zremisowanym 2:2 spotkaniu przeciwko Victorii Bukareszt. We wrześniu 1986 roku zaliczył pierwszy występ w europejskich pucharach w meczu z Omonią Nikozja (1:0) w Pucharze UEFA 1986/87. W sezonie 1987/88 stał się podstawowym zawodnikiem zespołu. Pod koniec 1989 roku podpisał kontrakt z FC Dinamo Bukareszt, jednak z powodu wybuchu antykomunistycznej rewolucji w Rumunii umowę unieważniono. W latach 1986–1996 rozegrał on ogółem dla Sportulu Studențesc 228 ligowych spotkań i zdobył 34 gole. Uznawany jest za jednego z najbardziej zasłużonych i rozpoznawalnych piłkarzy w historii klubu.
Latem 1996 roku został zawodnikiem węgierskiego klubu Budapesti VSC Dreher. Zadebiutował w meczu eliminacji Pucharu UEFA 1996/97 przeciwko Barry Town FC, wygranym 3:1. 10 sierpnia 1996 zanotował pierwszy występ w Nemzeti Bajnokság I w zremisowanym 1:1 spotkaniu z Csepel SC. 17 sierpnia zdobył z rzutu karnego swoją pierwszą bramkę w węgierskiej ekstraklasie w meczu przeciwko Stadler FC (4:1). Dotarł z Budapesti VSC do finału Pucharu Węgier 1996/97, w którym jego zespół uległ w dwumeczu 0:6 i 0:2 MTK Budapest FC. Po sezonie 1996/97, w którym zaliczył 21 występów i strzelił 5 goli, odszedł z klubu i przez niespełna rok pozostawał bez pracodawcy. W maju 1998 roku został graczem amerykańskiego Minnesota Thunder, rywalizującego w USISL A-League (II poziom rozgrywkowy). W sezonie zasadniczym 1998 zajął z tym zespołem 2. miejsce w grupie Central Divison. W dalszej fazie rozgrywek dotarł z Thunder do finału play-off o mistrzostwo ligi, przegranego 1:3 z Rochester Rhinos. Przed rozpoczęciem sezonu 1999, w celu utrzymania formy sportowej, grał w piłkę nożną sześcioosobową w zespole Kansas City Attack (National Professional Soccer League). W sezonie 1999 A-League pełnił rolę rezerwowego i w trakcie rozgrywek rozwiązał swój kontrakt z Minnesota Thunder.
Jesienią 1999 roku powrócił do Rumunii i w listopadzie tegoż roku odbył testy w FC Brașov, prowadzonym przez Ioana Andone. Wkrótce po tym podpisał umowę z FC Drobeta-Turnu Severin (Divizia B). W kwietniu 2000 roku, wraz z 16 innymi zawodnikami, oskarżył zarząd o nakłanianie piłkarzy do przegrania meczu przeciwko Chimice Târnăveni. FRF po rozpoznaniu sprawy ukarała kluby obustronnymi walkowerami za oba ligowe spotkania i odjęła FC Drobeta-Turnu Severin 6 punktów. Po sezonie 1999/00 Stănici opuścił zespół. W maju 2001 roku podpisał umowę z Knattspyrnufélagið Valur. 11 czerwca 2001 zadebiutował w Úrvalsdeild w przegranym 0:2 meczu z Íþróttabandalag Akraness. W tym samym miesiącu władze klubu z powodu słabej formy sportowej rozwiązały jego kontrakt. Łącznie w barwach Valura zaliczył 2 występy w lidze islandzkiej oraz 1 w krajowym pucharze. W latach 2001–2004 zawiesił grę w piłkę nożną na profesjonalnym poziomie. Jesienią 2004 roku rozegrał 1 ligowe spotkanie w barwach Unirei Urziceni (Divizia B), po czym definitywnie zakończył karierę zawodniczą. W sezonie 2004/05 przez krótki okres pełnił funkcję szkoleniowca Unirei.

## Kariera reprezentacyjna
Stănici w drugiej połowie lat. 80. występował w juniorskich reprezentacjach Rumunii w różnych kategoriach wiekowych. W latach 1987–1991 grał w kadrze Rumunii U-21, dla której rozegrał 16 spotkań i zdobył 6 bramek.
Rozegrał 1 mecz w seniorskiej reprezentacji Rumunii. 5 grudnia 1990 roku wystąpił w wygranym 6:0 meczu przeciwko San Marino w ramach eliminacji Mistrzostw Europy 1992, kiedy to w 64. minucie zastąpił na boisku Ioana Lupescu. W latach 1990–1991 zaliczył 3 nieoficjalne spotkania towarzyskie przeciwko Chorwacji, Węgrom oraz Zjednoczonym Emiratom Arabskim.

## Życie prywatne
Jest żonaty, ma dwóch synów: Răzvana (ur. 1990) i Flaviusa (1992). Na stałe mieszka z rodziną w Blaine w Stanach Zjednoczonych. Jest stryjem Andreia Stăniciego, byłego piłkarza akademii Sportulu Studențesc Bukareszt i rezerw FC Dinamo Bukareszt. W 2015 roku został on skazany na karę 4 lat pozbawienia wolności za gwałt, po odbyciu której nie wznowił kariery piłkarskiej.